# Zéu Palmeira
Zéu Palmeira (2 de janeiro de 1931 — Campina Grande, 8 de janeiro de 2019) foi um empresário, futebolista e político brasileiro, exercendo o mandato deputado estadual pelo estado da Paraíba entre 1963 e 1966. Foi fundador, presidente e jogador do Esporte Clube de Patos e também se destacou como empresário do setor calçadista de Patos.
Além de atuar no time patoense nas décadas de 50 e 60, também atuou no Treze (de Campina Grande) e Náutico (de Recife). Era dono da Ipalma, a primeira empresa de transportes intermunicipal com sede em Patos e uma das principais da Paraíba, na década de 60.
Faleceu por volta de 1h20min do dia 8 de janeiro de 2019, no Hospital Santa Clara, em Campina Grande, onde estava internado há mais de um mês, em decorrência de problemas pulmonares, e foi sepultado às 16 horas do mesmo dia, no Cemitério São Miguel, em Patos. Ele possuía quatro filhas (Zelma, Meirila, Débora e Láiza).

## Trajetória política
Em 7 de outubro de 1962, no PSD, concorreu para deputado estadual e obteve 2.855 votos, permanecendo no cargo de 1963 até 1966. Também concorreu para o mesmo cargo em 15 de novembro de 1966, pelo MDB, obtendo 3.031 votos.
Nas eleições de 1968, concorreu para prefeito de Patos, tendo Apolônio Gonçalves como vice-prefeito na chapa, mas Olavo Nóbrega foi eleito com 8.014 votos. Com 3.918 votos, Zéu terminou em segundo lugar.